# Megalocottus platycephalus taeniopterus
Megalocottus platycephalus taeniopterus is een ondersoort van de straalvinnige vissen uit de familie van de donderpadden (Cottidae). De wetenschappelijke naam van de soort is voor het eerst geldig gepubliceerd in 1868 door Kner.